# Torre Al Río
La Torre Al Río (o Torre Sur del complejo Al Rio) es un edificio de oficinas de 19 pisos, ubicado en Vicente López, provincia de Buenos Aires y forma parte de un emprendimiento que suma 110.000 m² de edificios de oficinas dentro de un complejo comercial que contará, además, con 8900 cocheras y 13 salas de cine.
La torre se compone de un basamento trapezoidal y torre sobre otro de planta rectangular regular, de 26 m x 54 m, donde el volumen de torre, en su expresión sobre la fachada de Avenida del Libertador, llega hasta el nivel planta baja. Tiene una superficie total aproximada de 40.000m2.
Este proyecto, declarado de interés municipal, fue concebido para ser certificado LEED (Leadership in Energy and Environmental Design)CORE & SHELL (su núcleo y envolvente). Así, la desarrolladora adoptó los parámetros de sustentabilidad para el edificio Torre Al Río I, aplicando el método de certificación LEED V3-Shell & Core Versión 2009 del US Green Building Council.
Para alcanzar esa certificación es necesario que la empresa desarrolladora tome decisiones tanto en la forma de construir como en el proceso de diseño, con el fin de asegurar la máxima calidad y desempeño del edificio para ofrecer una atmósfera más saludable para sus ocupantes y el entorno.

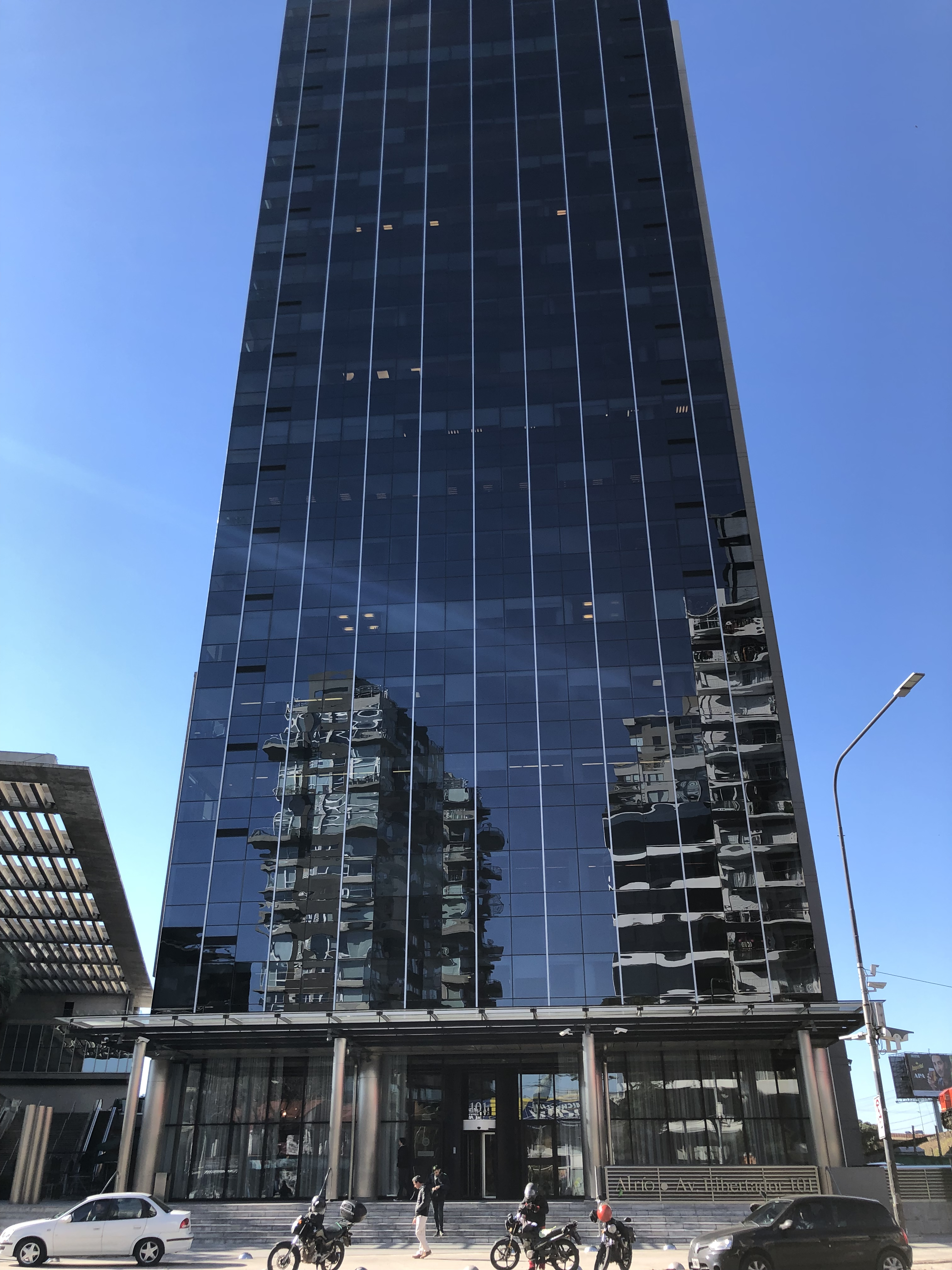
Fachada de la torre sobre la avenida del Libertador

Las plantas libres y sumamente iluminadas, los espacios amplios con vista a un horizonte abierto de 360°, son algunas de las ventajas que ofrecen los pisos ubicados en el basamento trapezoidal, pegado a la Torre I. Interiores modernos, amplios y cómodos, con delicadas tonalidades, se complementan con todos los recursos que provee la tecnología en estos tiempos.

## Sedes empresariales
- Diario La Nación y canal La Nación +
- Mercado Libre
- American Tower
- General Motors Mercosur
- Vista Oil & Gas
- Bristol-Myers Argentina
- Nutrien Ag Solutions Argentina